# همسر نگهبان باغ وحش (فیلم)
همسر نگهبان باغ وحش (انگلیسی: The Zookeeper's Wife) فیلمی در ژانر درام-جنگی به کارگردانی نیکی کارو است که در سال ۲۰۱۷ منتشر شد. از بازیگران آن می‌توان به جسیکا چستین اشاره کرد. داستان این فیلم بر اساس کتابی به همین نام و به نویسندگی دیان آکرمن است.

## خلاصه داستان
فیلم «همسر نگهبان باغ وحش» حکایت نگهبانان باغ وحش ورشو به نام‌های آنتونیا و جان زابینسکی است. این دو نفر می کوشند تا در دوران اشغال لهستان توسط آلمان جان هزاران نفر از مردم و حیوانات را نجات دهند.

## بازیگران
- جسیکا چستین در نقش آنتونیا زابینسکا
- یوهان هلدنبرگ در نقش جان زابینسکی
- دانیل برول در نقش لوتز هک
- ایو گلدبرگ در نقش موریسی فرانکل
- گوران کوستیچ در نقش آقای کینسزربام
- مایکل مک‌الاتون در نقش جرزیک
- شیرا هاس در نقش اورسزولا
- افرات دور در نقش ماگدالنا گراس
- وال مالوکو در نقش رایسزارد زابینسکی
- تیم رادفورد در نقش جوانی رایسزارد زابینسکی
- واتسلاف نوژل

## تولید
در سپتامبر ۲۰۱۰ اعلام شد که آنجلا وورکمن فیلمنامه‌ای بر اساس کتاب «همسر نگهبان باغ وحش» به نویسندگی دیان آکرمن خواهد نوشت. در ۳۰ آوریل ۲۰۱۳ اعلام شد که کارگردانی این فیلم را نیکی کارو بر عهده خواهد داشت و همچنین جسیکا چستین به عنوان بازیگر نقش اصلی فیلم در نقش آنتونیا زابینسکا به پروژه پیوسته است. در ۲۴ اوت ۲۰۱۵ فوکس فیچرز مالکیت این فیلم را بدست آورد و دانیل برول و یوهان هلدنبرگ به این پروژه پیوستند.

### فیلمبرداری
فیلمبرداری از حیوانات برای استفاده در فیلم از ۹ سپتامبر ۲۰۱۵ آغاز شد ولی فیلمبرداری اصلی با حضور بازیگران از ۲۹ سپتامبر ۲۰۱۵ در پراگ آغاز شد. سوزی دیویس به عنوان طراح صحنه، آندری پارخ به عنوان فیلمبردار، بینا دیاگلر به عنوان طراح لباس معرفی شدند. فیلمبرداری در ۲۹ نوامبر ۲۰۱۵ به پایان رسید.

## انتشار
فیلم برای اولین بار در تاریخ هشتم مارس ۲۰۱۷ در فستیوال فیلم سینیکوئست به نمایش درآمد. برنامه‌ریزی‌ها برای اکران جهانی فیلم در ۳۱ مارس ۲۰۱۷ انجام شد.